# Максиміліан Грабнер
Максиміліан Грабнер (нім. Maximilian Grabner; 2 жовтня 1905, Відень — 24 січня 1948, Краків) — співробітник гестапо, унтерштурмфюрер СС.

## Біографія
Служив в австрійській армії і поліції. Член НСДАП (квиток №1 214 132). 1 вересня 1938 року вступив в СС, в 1938-39 роках служив в поліції у Відні. У 1939-40 року — співробітник гестапо в Катовіцах. З 18 червня 1940 по 1 липня 1943 року — очолював політичний відділ (гестапо) концентраційного табору Аушвіц. Мав необмежену владу над життям в'язнів: у його веденні знаходилося вирішення доль в'язнів, включаючи прийняття рішень про смертну кару. Ініціатор введення в таборі щоденних публічних розстрілів. У його підпорядкуванні знаходилися і чини СС, що виконували вироки політичного відділу. У 1944 році заарештований і постав перед судом СС за звинуваченням у корупції і самовільному вбивстві 2 000 в'язнів. Суддя Георг Конрад Морген вимагав для Грабнера 12 років тюремного ув'язнення, проте через відмову Генріха Мюллера співпрацювати із слідством процес був відкладений. Після війни арештований і переданий польській владі. 12 грудня 1947 року Верховним народним судом у Кракові засуджений до страти. Повішений.

## Нагороди
- Почесний кут старих бійців
- Медаль «У пам'ять 13 березня 1938 року»
- Медаль «За вислугу років у поліції» 3-го ступеня (8 років)
- Медаль «За вислугу років у НСДАП» в бронзі (10 років)
- Хрест Воєнних заслуг 2-го класу з мечами
- Залізний хрест 2-го класу